# Nicholas Halma
Nicholas Halma (Sedan, 31 de dezembro de 1755 – Paris, 4 de junho de 1828) foi um matemático e tradutor francês.
Frequentou o Collège du Plessis, Paris, foi ordenado e recebeu o título de abade. Em 1791 tornou-se diretor do Sedan College. Quando esta escola foi fechada em 1793, foi para Paris e ingressou no serviço militar como cirurgião. Em 1794 foi nomeado secretário da École Polytechnique. Ocupou a cátedra de matemática no Prytanéee de Paris e depois a de geografia na escola militar de Fontainebleau. Como bibliotecário da imperatriz Josefina de Beauharnais e da École Nationale des Ponts et Chaussées, foi encarregado de instruir a imperatriz em história e geografia.
Sob a Restauração Bourbon foi nomeado curador da Biblioteca de Sainte-Geneviève e tornou-se cânone da Catedral de Notre-Dame de Paris. Em 1808 foi contratado pelo ministro do Interior para continuar a "História da França" de Paul François Velly, e preparou o manuscrito de dois volumes. Seu trabalho mais importante, no entanto, foi a edição e a tradução para o latim e o francês do Almagesto de Ptolomeu (Paris, 1813–1816), uma tarefa realizada por instigação de Joseph-Louis Lagrange e Jean Baptiste Joseph Delambre. Também traduziu os Commentaries de Téon de Alexandria (Paris, 1822-1825).

## Outras obras
- Table pascale du moine Isaac Argyre (Paris, 1825);
- Astrologie égyptienne (Paris, 1824);
- Examen historique et critique des monuments astronomiques des anciens (Paris, 1830).